# Томашпольский, Валентин Иосифович
Валенти́н Ио́сифович Томашпо́льский (род. 13 августа 1947, г. Нижний Тагил, Свердловская область) — российский языковед, доктор филологических наук, профессор филологического факультета Уральского федерального университета (Екатеринбург).

## Образование и учёные степени
В 1973 году окончил переводческий факультет Горьковского института иностранных языков по специальности «переводчик-референт французского и английского языков». Первые лингвистические исследования выполнял под руководством профессора Б. Н. Головина. С 1973 по 1976 год — аспирант кафедры романской филологии Ленинградского государственного педагогического университета, с 1984 по 1986 год — докторант Ленинградского отделения Института языкознания АН СССР. В 1976 году защитил кандидатскую диссертацию по истории романских языков «Французская героическая поэма „Нимский обоз“» (научный руководитель Е. А. Реферовская), в 1991 году защитил докторскую диссертацию по проблемам сравнительно-исторического романского языкознания «Реконструкция первоначальной романской системы спряжения», первым оппонентом по которой выступал В. Г. Гак.

## Трудовая и научная деятельность
В 1976—1977 гг. работал в Горьковском государственном институте иностранных языков на кафедре французской филологии (зав. каф. проф. В. Е. Щетинкин ), с 1977 г. по 2008 г. — в Свердловском педагогическом институте (УрГПУ), где в 1994 г. создал и возглавил кафедру романской филологии. С 1988 г. стал деканом факультета иностранных языков, с 2000 г. — директором Института иностранных языков УрГПУ. Руководил соискателями, аспирантами и докторантами, в том числе на принципах совместного руководства с университетами Бельгии и Франции, по направлениям сопоставительного и типологического языкознания. С 1994 г. профессор кафедры романо-германского языкознания, с 2009 г. — романского языкознания на филологическом факультете Уральского государственного университета им. А. М. Горького. Награждён нагрудным знаком «Почётный работник высшего профессионального образования Российской Федерации».

## Основные научные интересы
Романские языки, сравнительно-историческое и типологическое языкознание. В разных университетах (Екатеринбурга, Челябинска, Тюмени) читал курсы «Латинский язык», «Санскрит» «Сравнительно-историческое языкознание», «Введение в романскую филологию», «История французского языка», «Теоретическая грамматика французского языка», «Лингвистическая типология» и др. В. И. Томашпольский — специалист в области индоевропеистики, общего и романского языкознания. Имеет более двухсот научных трудов, среди которых монографии, учебники, справочники, статьи по проблемам типологического и сравнительно-исторического языкознания. Член диссертационного совета при УрГУ (специальность 10.02.19 — Теория языка).

## Основные труды
- Общероманский глагол: реконструкция системы окончаний: монография. Свердловск: Изд-во Урал. ун-та, 1987. — 130 с. (Т 4602010000-37/182(02)-87).
- Латинские крылатые слова и их эквиваленты: словарь-справочник. Екатеринбург, 1993. — 70 с. (ISBN 5-7186-0068-6).
- Французский язык 9—13 веков. Екатеринбург, 1994. — 114 с. (ISBN 5-7186-0105-4).
- Галлороманский глагол: монография. Екатеринбург, 2003. — 198 с. (ISBN 5-7186-0160-7).
- История французского языка: книга для чтения. Екатеринбург, 2005. — 155 с. (ISBN 5-7186-0021-X).
- История французского языка. Екатеринбург, 2007. — 204 с. (ISBN 5-7186-0368-5).
- Введение в романское языкознание. Екатеринбург, 2007. — 204 с. (ISBN 5-7186-0366-9).
- Теоретическая грамматика французского языка. Екатеринбург, 2007. — 135 с. (ISBN 5-7186-0365-0).
- Старофранцузский язык. Екатеринбург: Изд-во Урал. ун-та, 2009. — 235 с.
- Лингвистическая типология: французский язык в сопоставлении с русским. Екатеринбург: Изд-во Урал. ун-та, 2009. — 200 с.
- Сравнительная типология французского и русского языков: учебное пособие. Екатеринбург: Изд-во Урал. ун-та, 2010. — 288 с. (ISBN 978-5-7996-0502-5).
- Романские языки и диалекты (введение в изучение романских языков). Екатеринбург: Изд-во Урал. ун-та, 2010. — 222 с.